# BAT 120
BAT 120 – francuska hamowana bomba odłamkowa. Bomba skonstruowana zunifikowana z przeciwbetonową BAP 100, wykorzystuje ten sam spadochron hamujący i wielozamkową belkę na której przenoszone jest 9-18 bomb. Bomba produkowana jest w dwóch wersjach różniących się zastosowanymi głowicami. Wersja AMV jest przeznaczona do zwalczania siły żywej i nieopancerzonych pojazdów i w związku z tym przy jej wybuchu powstaje większa ilość małych odłamków, ABL przeznaczona jest do zwalczania lekkoopancerzonych celów i w związku z tym podczas wybuchu powstaje mniej, ale za to cięższych odłamków.
BAT 120 ma smukły, cylindryczny korpus zakończony składanymi brzechwami. Bomba ma dwie głowice bojowe rozdzielone zespołem zapalników. Po zrzucie bomba jest wyhamowywana przez spadochron. W chwili uderzenia w ziemie następuje wybuch obu głowic odłamkowych.
BAT 120 znajduje się na uzbrojeniu Armée de l’air od lat 80. XX wieku. Bomba może być przenoszona przez samoloty A-4 Skyhawk, Dassault/Dornier Alpha Jet, Northrop F-5 Freedom Fighter, SIAI-Marchetti S.211, Dassault Super Étendard, BAE Hawk, SEPECAT Jaguar, Aermacchi M.B.326, Aermacchi M.B.339, Dassault Mirage F1, Dassault Mirage III i Dassault Mirage 2000.